# San Filippo Inferiore
San Filippo Inferiore è una frazione collinare della II Circoscrizione del comune di Messina, situata lungo la vallata del torrente omonimo, ad 8 km a Sud dal centro cittadino.

## Toponimo
Il suo nome deriva da San Filippo d'Agira santo protettore del villaggio, mentre l'aggettivo "Inferiore" deriva dalla sua posizione geografica in basso, rispetto al villaggio di San Filippo Superiore posto verso monte nella parte alta del torrente.

## Storia
Il villaggio crebbe attorno all'abbazia fondata dai monaci basiliani che costruirono anche una chiesa dedicata a San Filippo d'Agira. L'agricoltura (ortaggi, agrumeti, oliveti, gelsicoltura e vigneti) e l'allevamento del bestiame erano le attività principali del paese, oltre ad un discreto artigianato della seta.
 Queste attività iniziarono a decadere dopo la Seconda guerra mondiale, fino a sparire del tutto agli inizi degli anni '70 del XX secolo.

## Viabilità a trasporto pubblico
Il villaggio si raggiunge percorrendo la Strada Provinciale n°41, che partendo dal bivio di Santa Lucia, giunge in paese dopo circa 2,5 km.
 È collegato al centro cittadino dalla linea ATM n°8 (Cavallotti-S.Filippo Inf.)

## Luoghi di culto
Chiesa parrocchiale dedicata a San Filippo d'Agira.